# بيتر إيفرسون (مؤرخ)
بيتر إيفرسون (بالإنجليزية: Peter Iverson)‏ هو مؤرخ أمريكي، ولد في 4 أبريل 1944.